# Wes Madiko
Wes Madiko, znany także jako Wes (ur. 15 stycznia 1964 w Motabie, zm. 25 czerwca 2021 w Alençon) – kameruński muzyk i wokalista, twórca muzyki etnicznej i world music.

## Życiorys
Muzyką interesował się od dzieciństwa. Naukę rozpoczął już jako siedmiolatek, gdy jego dziadek zaczął uczyć go gry na zanzie – popularnym afrykańskim instrumencie. W połowie lat 90. XX wieku przeniósł się ze swoją dziewczyną do Francji, gdzie razem z producentem i muzykiem Michelem Sanchezem, współzałożycielem zespołu Deep Forest, nagrał wydany w czerwcu 1996 roku album Welenga. Płyta ta, a zwłaszcza utwory „Alane” i „Awa Awa”, niejednokrotnie zdobywały listy przebojów. Liczba sprzedanych egzemplarzy płyty Welenga wynosi ok. 10 mln (1,5 mln we Francji).
Wes znany jest także zachodniej publiczności z utworu „In Youpendi”, który znalazł się na ścieżce dźwiękowej filmu Król lew II: Czas Simby. W 2000 roku nagrał drugą płytę, Sinami: The Memory. W 2010 roku wydana została ostatnia płyta Madiko – Melowe, nagrana we współpracy z kompozytorem muzyki elektronicznej Paulem Kwitkiem.
Zmarł 25 czerwca 2021 roku w szpitalu we francuskim Alençon w wieku 57 lat z powodu infekcji, jaka wdała się po przeprowadzonej operacji.

## Dyskografia
- Welenga (czerwiec 1996)[5]
- Sinami: The Memory (2000)[6]
- Melowe (2010)[6]

### Single
- „Alane” (1997)[6]
- „Awa Awa” (1997)[6]
- „Midiwa Bôl” (1998)[6]
- „Sela Sela” (2010)[7]
- „Alane” (oraz Robin Schulz) (2020) – złota płyta w Polsce[8]